# 안동진명학교
안동진명학교는 경상북도 안동시 평화동에 있는 사립 특수학교이다. 지적장애 학생을 위한 특수교육기관으로 유치부, 초등부, 중학부, 고등부, 전공과를 두고 있다.

## 연혁
- 1967년 3월 : 안동농아학교로 개교
- 1987년 5월 : 안동진명학교로 변경